# Ideratus
Ideratus is een kevergeslacht uit de familie van de boktorren (Cerambycidae). De wetenschappelijke naam van het geslacht werd voor het eerst geldig gepubliceerd in 1864 door Thomson.

## Soorten
Ideratus omvat de volgende soorten:
- Ideratus beatus Martins, Galileo & Limeira-de-Oliveira, 2011
- Ideratus cyanipennis Thomson, 1864
- Ideratus nactus (Lane, 1970)
- Ideratus sagdus (Monné & Martins, 1972)
- Ideratus virginiae (Dalens & Tavakilian, 2007)